# 佐山俊二
佐山 俊二（さやま しゅんじ、1918年9月13日 - 1984年1月30日）は、日本のコメディアンであり俳優である。本名は中江 勇（なかえ いさむ）。

## 人物・来歴
1918年（大正7年）9月13日、北海道登別市に中江勇として生まれる。兄は劇作家の中江良夫である。室蘭市の旧制・室蘭尋常高等小学校（現在の室蘭市立本室蘭小学校）を卒業する。
その後上京して、20歳になる1938年（昭和13年）に初舞台、1943年（昭和18年）、25歳になる頃「佐山俊二一座」を旗揚げ、1944年（昭和19年）に「劇団新生座」を旗揚げした。
第二次世界大戦の終結後、八波むと志とあらいやだコンビを結成した。浅草・フランス座で人気を博す。
1956年（昭和31年）に由利徹、南利明と八波が脱線トリオを結成したが、八波が抜けるときの代打として佐山が舞台に立つことがあった。脱線トリオは1961年（昭和36年）に解散した。
1957年（昭和32年）1月13日、富士映画が製作、新東宝が配給した富井照三監督の『女護が島珍騒動』で映画に初出演、主演した。
最晩年まで由利徹、南利明らと舞台で共演、映画『男はつらいよ』へも備後屋役でレギュラー出演するなど、名脇役の喜劇役者として活躍していたが1984年（昭和59年）1月15日、舞台『初春浮世まくら』公演中の夜に脳出血のため倒れ、1月30日に愛知県名古屋市昭和区の名古屋第二赤十字病院で死去する。満65歳没。死の経緯は桜金造による「身長5cmの幽霊」にて語られている。墓所は八王子市の上川霊園。

## フィルモグラフィ

### 映画
- 『女護が島珍騒動』、監督菅井照三、富士映画、1957年1月13日
- 『竜巻小僧』、日活、1960年11月1日、「流し」役
- 『誰よりも金を愛す』、新東宝、1961年2月2日、「泥棒石川」役
- 『黒い十人の女』、大映東京撮影所、1961年5月3日、「若山」役
- 『柔道一代』、東映、1963年4月21日、「イタダキの金太」役
- 『大日本コソ泥伝』、日活、1964年12月6日、「んだの金六」役
- 『大日本ハッタリ伝』、日活、1965年1月15日、「さくら」役
- 『大日本チャンバラ伝』、日活、1965年4月21日、「中村ラッキョ」役
- 『拳銃野郎』（1965年、日活)
- 『俺たちの恋』 (1965年、松竹)
- 『006は浮気の番号』、音映映画、1965年7月28日
- 『大日本殺し屋伝』、日活、1965年8月25日、「ポケットのモンキー」役
- 『網走番外地 大雪原の対決』、東映東京撮影所、1966年12月30日、「一〇一番」役
- 『九ちゃんのでっかい夢』、松竹大船撮影所、1967年1月2日、「殺し屋・竜」役
- 『吹けば飛ぶよな男だが』、松竹大船撮影所、1968年6月15日、「看守」役
- 『怪談 蛇女』、東映東京撮影所、1968年7月12日、「亀七」役
- 『喜劇 一発大必勝』、松竹大船撮影所、1969年3月15日、「石川誠」役
- 『昇り竜 鉄火肌』、日活、1969年3月29日、「まわり仁義の男」役
- 『新・男はつらいよ』、松竹大船撮影所、1970年2月27日、「蓬莱屋」役
- 『喜劇 男は愛敬』、松竹大船撮影所、1970年6月13日、「平松」役
- 『ズンドコズンドコ全員集合!!』、1970年8月8日、「団九郎」役
- 『俺は眠たかった!!』、浅井企画、1970年11月11日、「欽一の父」役
- 『誰かさんと誰かさんが全員集合!!』、松竹、1970年12月30日、「患者」役
- 『喜劇 命の値段』、松竹大船撮影所、1971年7月24日、「厚生課長」役
- 『春だドリフだ全員集合!!』、松竹、1971年12月29日、「俊輔」役
- 『生まれかわった為五郎』、松竹大船撮影所、1972年1月21日、「労務者」役
- 『男はつらいよ 柴又慕情』、松竹大船撮影所、1972年8月5日、「不動産屋Cの主人」役
- 『喜劇 日本列島震度0』、松竹大船撮影所、1973年11月22日、「タケさん」役
- 『おれの行く道』、松竹大船撮影所、1975年7月12日、「老人」役
- 『男はつらいよ 寅次郎夕焼け小焼け』、松竹大船撮影所、1976年7月24日、「マンションの管理人」役
- 『男はつらいよ 寅次郎わが道をゆく』、松竹、1978年8月5日、「備後屋」役
- 『男はつらいよ 旅と女と寅次郎』、松竹、1983年8月6日、「長万部の熊吉」役

### テレビドラマ
- お笑い三人組
- ひょっこりひょうたん島
- お気に召すまま（1962年、NETテレビ）第5話「幽霊会社」
- 青年同心隊 第7話「からっ風作戦」（1964年、TBS）- 弥作
- こりゃまた結構
- 進め!青春
- われら青春!
- でっかい青春
- 三匹の侍 第5シリーズ 第16話「大当り百番富」（1968年、フジテレビ） - 大八
- 男はつらいよ （1968年、フジテレビ） - 山本久太郎
- 意地悪ばあさん 第57話「お手伝いさん求むの巻」（1968年、YTV / C.A.L）
- おれの義姉さん （1970年、フジテレビ） - 郵便屋
- キイハンター 第190話「キイハンター浮気団地で大暴れ! 」（1971年、TBS）- 服部金吉
- ウルトラマンA 第28話「さようなら夕子よ、月の妹よ」（1972年、TBS / 円谷プロ） - 温泉客
- 鬼平犯科帳 第2シリーズ 第26話「はさみ撃ち」（1972年、NET / 東宝） - 弥次郎
- 飛び出せ!青春 第19話「北海道へは着いたけど」（1972年、日本テレビ） - 食堂の主人
- 雑居時代 第1話「自分の家に下宿する男」（1973年、日本テレビ） - アパート管理人
- 顔で笑って （1974年、TBS / 大映テレビ）
  - 第17話「縁談・泣き笑い」 - アパート管理人
  - 第24話「ママどこへ行ったの？」 - 警察官
- 暗闇仕留人 第1話「集まりて候」（1974年、ABC / 松竹） - 弥助
- 座頭市物語 第12話「やわ肌仁義」（1974年、CX） - 両国屋のおやじ
- 伝七捕物帳 第93話 「とかく浮世は色と金」（1975、NTV）- 金兵衛
- 素浪人 花山大吉
- 二人の世界
- 気まぐれ天使
- 新・必殺仕事人 第8話 「主水端唄で泣く」（1981年6月26日、松竹 /テレビ朝日）- 多平
- 鬼平犯科帳 第3シリーズ 第7話「雨引の文五郎」（1982年、テレビ朝日 / 東宝） - 五丁の勘兵衛
- 素晴らしきサーカス野郎（1984年、ユニオン映画 / 日本テレビ）

## 舞台
- 夏休みだよ!サザエさん（1978年8月1日 - 8月23日、新宿コマ劇場） - 磯野波平 役[3]
- 『第5回百恵ちゃんまつり』<第1部> ミュージカル「クレオパトラ　－砂漠の不死鳥－」 1979年(昭和54年)8月25日〜8月31日　/　新宿コマ劇場

作・演出＝植田紳爾(宝塚)　補綴＝安永貞利　演出＝阿古健(宝塚)　主演・山口百恵　出演・井上孝雄、峰岸徹、藤木敬士(旧名・藤木孝)　他
- 他、舞台出演多数